# Firmin Ndombe Mubele
Firmin Ndombe Mubele (1994. április 17. –) kongói DK válogatott labdarúgó, aki jelenleg a Toulouse FC játékosa, kölcsönben a Stade Rennais FC csapatától.

## Külső hivatkozások
- Firmin Ndombe Mubele Transfermarkt